# Цирули (Виеситский край)
Ци́рули (латыш. Cīruļi) — населённый пункт в Виеситском крае Латвии. Административный центр Ритской волости. Находится у автодороги P72 (Илуксте — Бебрене — Биржи). По данным на 2008 год, в населённом пункте проживал 201 человек. Есть волостная администрация, начальная школа, дом культуры, почтовое отделение, библиотека.

## История
Село находится на территории бывшего поместья Цирули.
В советское время населённый пункт входил в состав Ритского сельсовета Екабпилсского района.